# Sangseo-myeon, Buan-gun
Sangseo-myeon (koreanska: 상서면) är en socken i Sydkorea. Den ligger i kommunen Buan-gun i  provinsen Norra Jeolla, i den västra delen av landet, 210 km söder om huvudstaden Seoul.
Delar av Byeonsanbando nationalpark ligger i Sangseo-myeon.